# Luis de Terán
Luis de Terán y Zorrilla de San Martín (1864-1935) fue un escritor, traductor y profesor español.

## Biografía

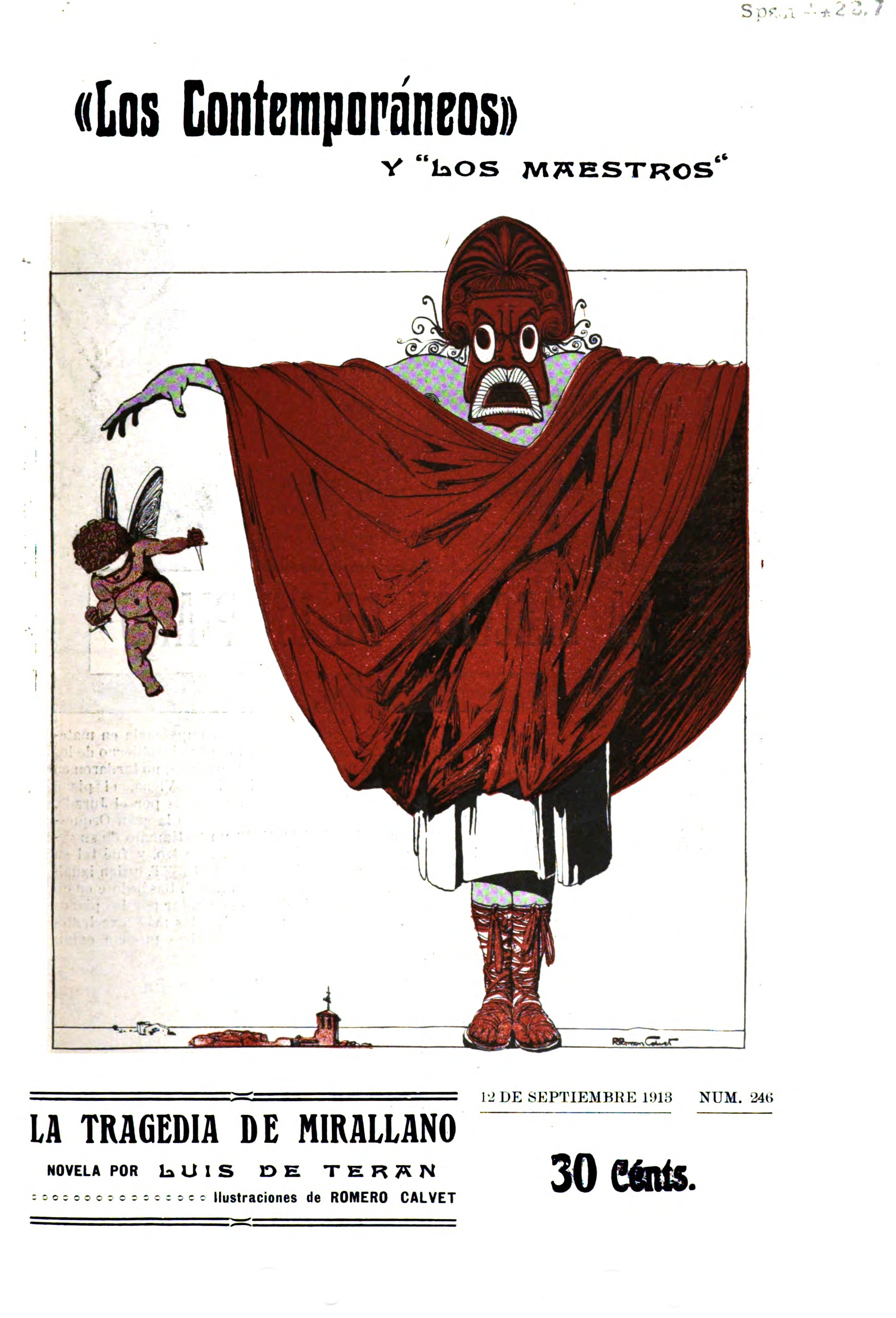
La tragedia de Mirallano (Los Contemporáneos y los Maestros, 1913)

Nació en 1864. Literato, fue colaborador de numerosas publicaciones periódicas, entre ellos El Liberal (1902), La Lectura, Pluma y Lápiz (1902), Blanco y Negro (1903), Los Teatros (1903) y El Imparcial (1903), entre otros. Fue miembro de la Asociación de la Prensa de Madrid de 1900 en adelante. Falleció en 1935. Luis de Terán, cuyo nombre completo era Luis de Terán y Zorrilla de San Martín, fue padre de Manuel de Terán Álvarez.